# Karel van de Woestijne

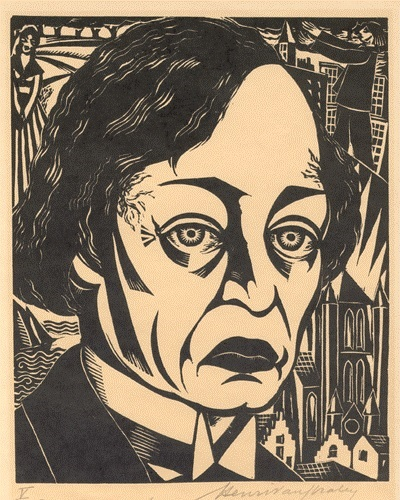
Van de Woestijne (1937)

Karel van de Woestijne (Gante, 1878 - Zwijnaarde, 1929) fue un escritor, poeta y periodista flamenco de expresión neerlandesa, hermano del pintor Gustave van de Woestijne. Hoy en día es considerado como el máximo representante del simbolismo en la literatura neerlandesa,[cita requerida] que dio muestra de un lenguaje original inspirado por los precursores del simbolismo.

## Biografía
Van de Woestijne creció en una familia burguesa de Gante, Flandes. Su padre era comerciante de cobre, y el poeta lo perdió durante su niñez, experiencia que marcó el primer periodo de su obra poética. La lengua materna del hogar era el francés, idioma con más prestigio que el lenguaje autóctono (el flamenco) entre la burguesía flamenca de aquel entonces. Así que Karel aprendió el neerlandés a través de los libros, y de sus estancias en los Países Bajos, sobre todo cuando trabajó para un diario holandés en su edad adulta. Por ello sus obras son tildadas por algunos autores de haber sido escritas en una lengua que no era la materna.[cita requerida]
Durante su niñez fue muy tímido. Creció en una casa en la que había una atmósfera melancólica, la cual emanaba tanto de la casa, como de la luz tenue que entraba por las ventanas y de su misma madre. Van de Woestijne mismo lo cuenta en su vida adulta, pues el recuerdo de esta casa y el de su madre marcaron el curso que su obra literaria tomaría, especialmente el de su poesía.
Estudió el bachillerato en el Ateneo Real de Gent. En esa misma ciudad estudió Filosofía Germánica, época en la que descubrió el simbolismo francés. En 1900 se mudó a Sint-Martens-Latem, estancia que le ayudaría a apaciguar su tendencia a la melancolía y la nostalgia del hogar paterno durante su niñez. 
Desde 1906 fue corresponsal en Bruselas del diario holandés Nieuwe Rotterdamsche Courant. De 1920 a 1929 enseñó historia de la literatura neerlandesa en Gante. Fue redactor también de las revistas literarias Van Nu en Straks y Vlaanderen, las cuales vehicularon las nuevas ideas estéticas de autores belgas de expresión neerlandesa y francesa, del simbolismo francés, y de las novedades europeas, ilustradas con viñetas de los más grandes artistas del país, incluyendo a su hermano Gustave, o a James Ensor.
Murió en 1929.

## Obra poética
La obra poética de Van de Woestijne es el producto de todas las influencias que nutrieron su escritura, las cuales no siempre fueron contemporáneas a él, como Baudelaire (sólo durante su primer periodo de poesía). Asimismo se pueden encontrar elementos de Verlaine, del movimiento simbolista, de Wagner, de la filosofía idealista alemana, de Schopenhauer y de los prerrafaelitas, y por autores decimonónicos como Joris-Karl Huysmans, Jules Laforgue y Oscar Wilde.
Van de Woestijne creía más bien que el poema debía contener het algemeen-menselijke ("lo general-humano"), con el que se buscaba expresar su yo lírico en consonancia con el yo del hombre de todas las épocas y latitudes, lo cual se oponía a la visión individualista de los Ochenteros. 

## Símbolo y sinestesia
Van de Woestijne se vale de la estética de los simbolismo/simbolistas para crear una poesía que aún no se existía en idioma neerlandés. El uso de la sinestesia es también producto de la influencia que ejercieron los poetas presimbolistas sobre él (Baudelaire, Verlaine, Mallarmé, Rimbaud), sobre todo la influencia de Baudelaire, la cual fue capital en la obra del vate flamenco.
Busca asimismo establecer un vínculo con lo divino a través de su arte. Inspirado en los primitivos flamencos y en la poesía mística medieval, Van de Woestijne trató de plasmar esta experiencia del ser que vislumbra lo divino en el mundo terrenal. 
- Datos: Q1813000
- Multimedia: Karel van de Woestijne / Q1813000